# Eisenbachhain
Das Gebiet Eisenbachhain ist ein mit der Verordnung vom 23. August 1937 ausgewiesenes Naturschutzgebiet (NSG-Nummer 4.003) und ein Bannwald. Damit gehört es zu den ältesten Naturschutzgebieten in Baden-Württemberg und zum ältesten im Schönbuch und Landkreis Tübingen. Das NSG und der Bannwald sind praktisch deckungsgleich.

## Lage
Der Eisenbachhain liegt rund 2 Kilometer südöstlich der Gemeinde Dettenhausen und rund 4 Kilometer westlich der Gemeinde Walddorfhäslach. Das rund 8,3 Hektar (ha) große Gebiet gehört zum Naturraum Schönbuch und Glemswald. Es liegt auf dem Eichenfirst, einer bewaldeten Erhebung zwischen Neckar- und Schaichtal. Das Gebiet befindet sich auf einer Höhe von 470 bis 490 m ü. NHN.
Eine touristische Erschließung besteht nördlich über einen Wanderparkplatz an der B 464, von dort führt ein Rundwanderweg des Wanderwegenetzes im Naturpark Schönbuch um das Schutzgebiet.

## Schutzzweck
Wesentlicher Schutzzweck ist die ungestörte natürliche Entwicklung und Erhaltung des alten Waldbestandes eines ehemaligen Hutewaldes mit seinen über 300-jährigen Eichen, über 200-jährigen Weidbuchen und weiteren alten Hängebirken und Hainbuchen. Stellenweise dichte Bestände von Rasen-Schmiele, Reitgras und Seegras weisen darauf hin, dass diese Beweidung schon seit längerer Zeit nicht mehr praktiziert wird. Eine natürliche Verjüngung des Baumbestandes vorwiegend durch Rotbuchen findet an den Stellen statt, wo alte Bäume zusammengebrochen oder umgestürzt sind und damit offene Bodenstellen geschaffen haben. Gleichzeitig wurde das Gebiet auch als Bannwald ausgewiesen und damit auf eine forstwirtschaftliche Nutzung verzichtet, die Jagd ist erlaubt.

## Fauna
Die alten Bäume und Totholzbestände werden unter anderen von Habicht, Sperber, Buntspecht, Grauspecht, Kleinspecht, Mittelspecht, Schwarzspecht und Hohltaube als Nistgelegenheiten genutzt. Es kommt auch der seltene Eremit vor.